# لیگ جوانان یوفا
{{Infobox football tournament
| name = لیگ جوانان یوفا
| logo = UEFA Youth League.svg
| organiser = یوفا
| founded = ۲۰۱۳
| region = اروپا
| number of teams = ۶۴
| current champions =  یونگ آزد (اولین قهرمانی)
| most successful club =  بارسلونا
 چلسی
 و بنفیکا پرتغال با 1 قهرمانی و 3 نائب قهرمانی این تورومنت شمار میروند.

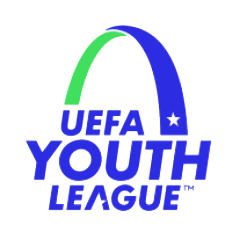
لوگو لیگ جوانان یوفا

لیگ جوانان یوفا (انگلیسی: UEFA Youth League) رقابت سالیانه فوتبال است که از سال ۲۰۱۳ توسط اتحادیهٔ فوتبال اروپا برگزار می‌شود. در شکل فعلی این رقابت‌ها، در هر دوره ۶۴ تیم حاضر می‌شوند که عبارتند از تیم جوانان باشگاه‌هایی که تیم اصلی آن‌ها جواز حضور در مرحله گروهی لیگ قهرمانان اروپا را کسب کرده به علاوه تیم‌های برتر لیگ جوانان کشورهای اروپایی بر اساس سهمیه‌ای که در اختیار آن‌ها قرار گرفته‌است.
بازی‌های نیمه‌نهایی و فینال این رقابت‌ها به‌طور سنتی در مرکز ورزشی کولورای شهر نیون سوئیس برگزار می‌شود، هرچند در فصل ۲۳–۲۰۲۲ به علت افزایش استقبال تماشاگران، مسابقات پایانی به ورزشگاه ژنو منتقل شد.
به برندگان این جام، جایزه لنارت یوهانسون اهدا می‌شود، که به افتخار رئیس سابق یوفا نامگذاری شده‌است.